# Teatro Stanley (Jersey City)

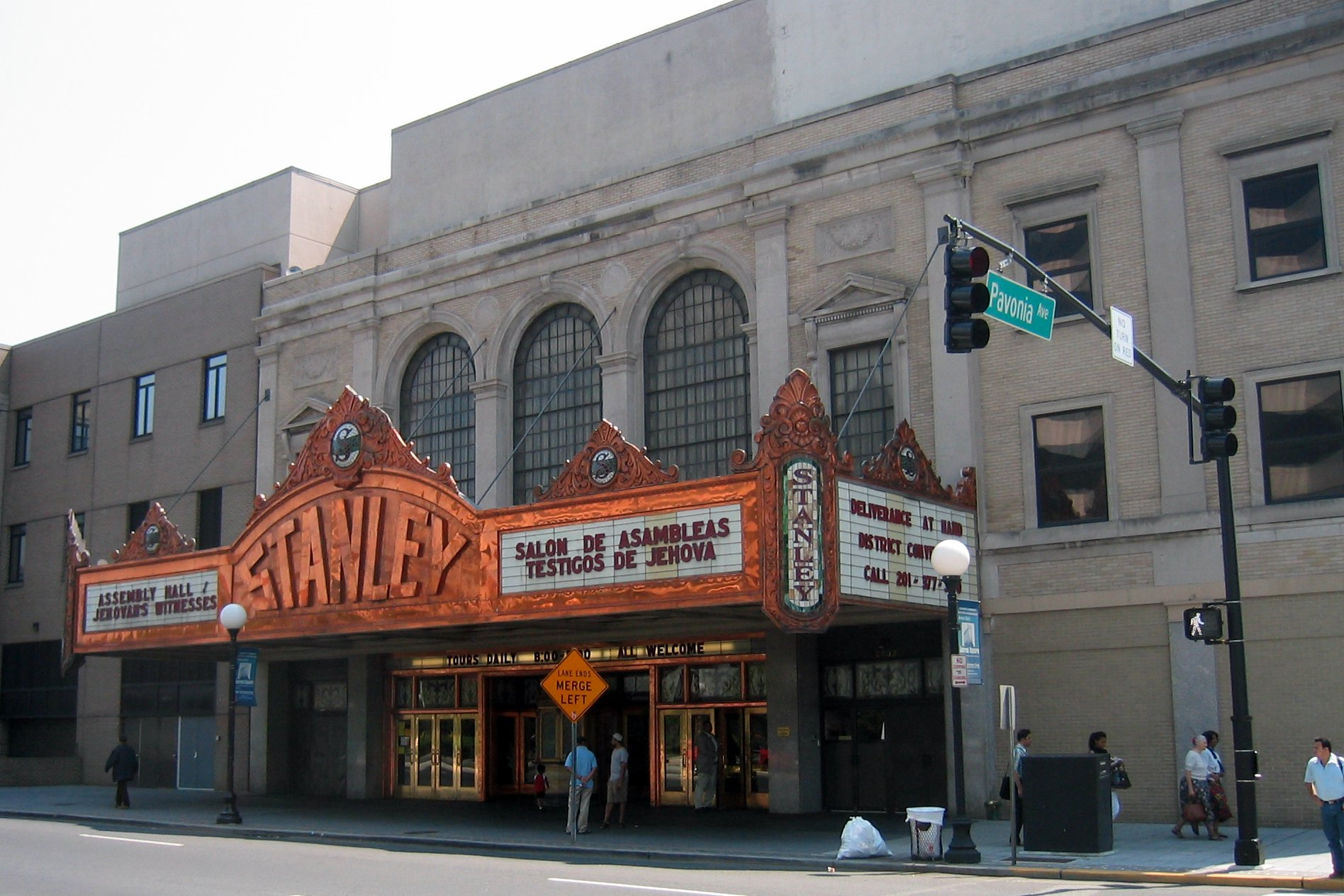
El teatro Stanley en 2006.

El teatro Stanley abrió el 24 de marzo de 1928 en el centro de Jersey City, Estados Unidos. Fue uno de los teatros más grandes del Estados Unidos.
El edificio fue construido en estilo neogótico, encontrado especialmente el vestíbulo de principal, compenetrado con una pasillo estilo Venecia. Cuenta con 4.300 asientos.
El teatro fue comprado en 1983 por la asociación religiosa de los testigos de Jehová, fue reconstruido y ahora sirve como un salón de asambleas.